# Лептогиум Бурнета
Лептогиум Бурнета (лат. Leptogium burnetiae)  — вид лишайников рода Лептогиум (Leptogium) семейства Коллемовые (Collemataceae).

## Название
Вид назван в честь британского ботаника (коллектора) Элис Мэри Бёрнет (англ. Alice Mary Burnet, 1909—1986), которая в 1957 году собрала типовые экземпляры лишайника в Кении на горе Элгон (высота 2440 м).

## Описание
Таллом листоватый, розетковидный, округлый, диаметром 5—10 см. Лопасти тонкие, цельные, шириной 10—15 мм. Верхняя поверхность лопастей матовая, от свинцово-зелёного до голубого цвета, с изидиями цилиндрической либо коралловидной формы. Нижняя поверхность  — одного цвета с верхней, густо покрыта белыми волосками. Апотеции сидячие или на коротких ножках, развиваются редко. Размножение вегетативное  — фрагментами таллома.
Обитает на ветвях и коре лиственных и хвойных деревьев.

## Ареал
В России встречается на Дальнем Востоке, Кавказе, Южном Урале, в Западной Сибири. За рубежом обитает в Центральной и Южной Европе, Азии, Северной и Южной Америке, Южной и Юго-Восточной Африке, на Гавайских островах.

## Охранный статус
Редкий вид. Занесён в Красную книгу России и ряда субъектов Российской Федерации. Растёт на территории ряда особо охраняемых природных территорий России.
Вымирает в связи с вырубкой лесов и пожаров в местах своего произрастания, повышенной теплолюбивости и требовательности к содержанию влаги в воздухе.